# Bitva u Bannockburnu
Bitva u Bannockburnu (anglicky: The Battle of Bannockburn, gaelsky: Blàr Allt a' Bhonnaich) byla bitva, která definitivně ukončila snažení anglického krále Eduarda II. o ovládnutí Skotska a učinila Roberta Bruceho nezávislým skotským králem.

## Okolnosti
Na konci 13. století se Angličanům podařilo obsadit skoro celé Skotsko vojenskou silou, protože podporovali nárok Jana Balliola na skotský trůn. Odpor skotského lidu proti anglické nadvládě byl téměř všeobecný a nejvíce se projevil v osobě rytíře Williama Wallace, jenž byl nakonec zajat Angličany a popraven r. 1305.
Anglický král Eduard I., který zemřel r. 1307, se nazval v epitafu, který si sám složil, „bijcem Skotů“. Jeho stejnojmenný syn, který po něm nastoupil na trůn jako Eduard II., však neměl jeho válečnické nadání ani ráznost, ale přesto byl přinucen vytáhnout na pomoc hradu Stirling, obleženému skotskými vojsky pod velením Roberta Bruceho, který se o rok dříve prohlásil skotským králem.
Robert Bruce politicky podporovaný Francií oblehl významný královský hrad Stirling a vymohl si na jeho správci (sir Philip Mowbray) příslib kapitulace, nepřijde-li pomoc od anglického krále Eduarda II. do konce června (tehdy běžný postup). Toto řešení Bruceovi zřejmě velice vyhovovalo, neboť tak poskytl Eduardovi dostatek času, aby přišel hradu na pomoc. Eduard proto musel již kvůli osobní prestiži hradu pomoci a nemohl se tak vyhnout bitvě, kterou se Bruce snažil vyprovokovat. Anglický král tedy vytáhl s velikou armádou hradu na pomoc a jižně od něj se střetl se skotským vojskem.

## Bitva

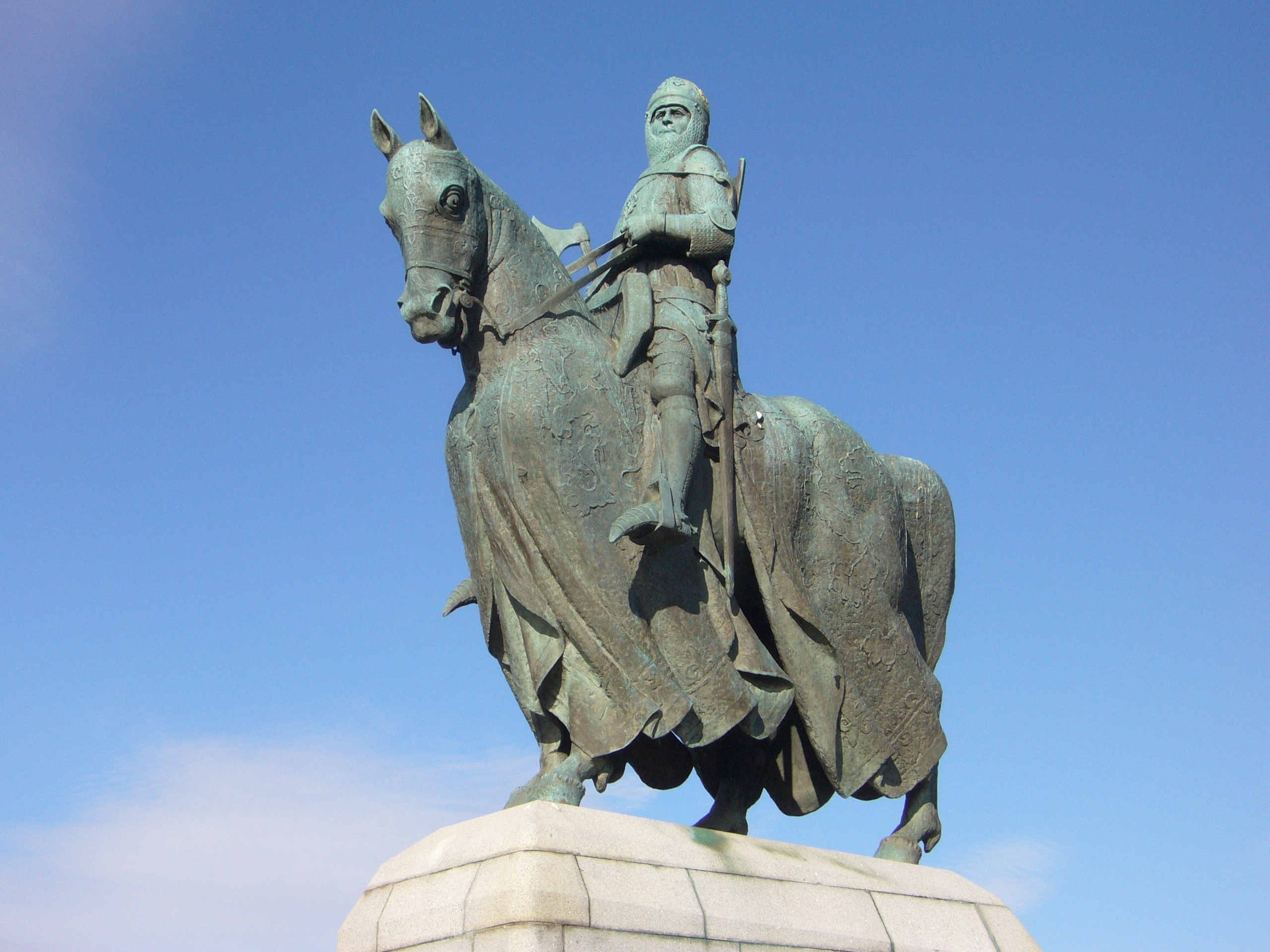
Socha Roberta Bruce

Bitvu rozhodly nepochybně osobnosti velitelů a jejich vliv na vojsko. Proti Robertu Bruceovi a jeho promyšlené a precizní strategii a taktice a nadšeným a disciplinovaným mužům se nevýrazný Eduard II. projevil jako zcela neschopný válečník a slabý vůdce a anglická armáda jako zcela nezvladatelná banda. Eduard nedokázal zkrotit své rytíře a přinutit je k disciplinovanému jednání, dovolil Bruceovi, aby si zvolil místo i způsob boje tak, jak mu to nejvíc vyhovovalo, a nakonec své snažení korunoval tím, že si nechal zmasakrovat lučištníky – jedinou jednotku svého vojska, která mohla daný terén považovat za vhodný k boji.

### První den bitvy

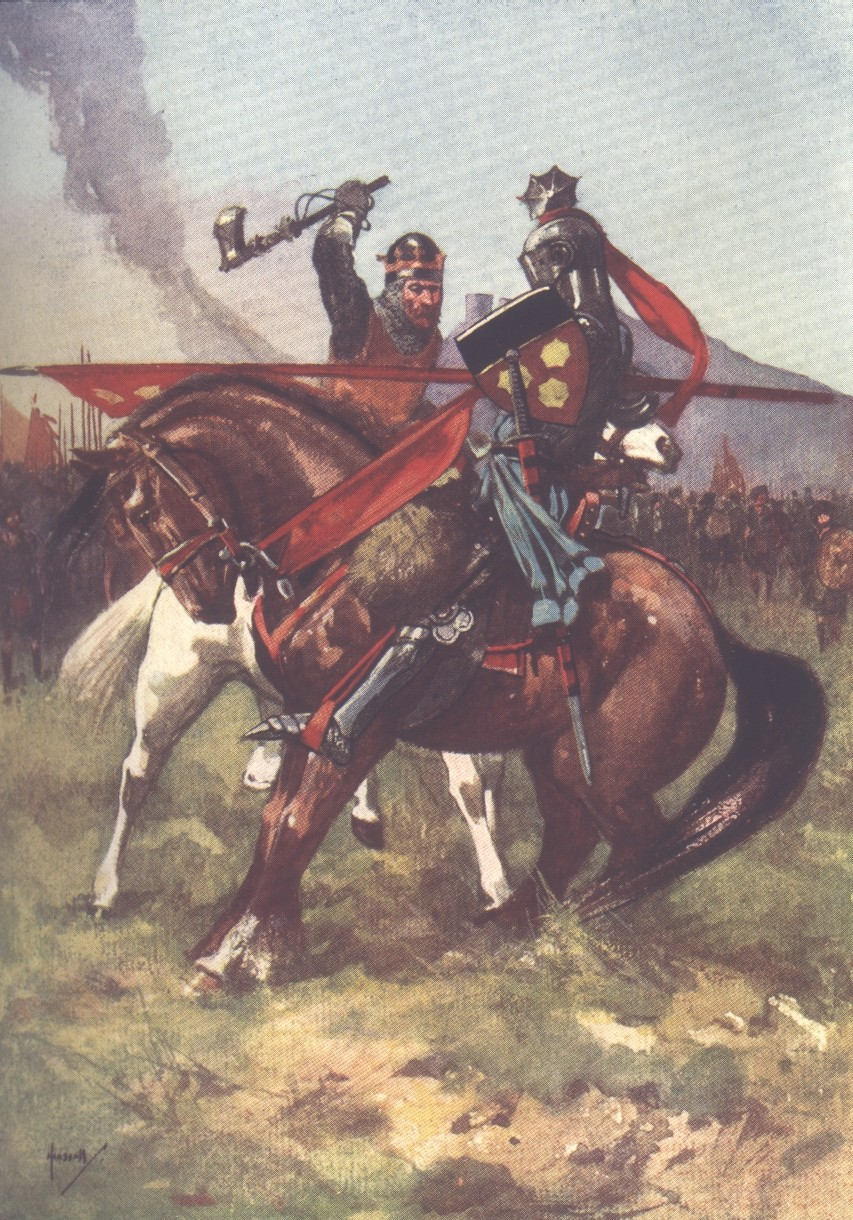
Robert Bruce a Henry de Bohun.

23. června 1314 se anglická vojska, čítající 3000 rytířů a 20 000 pěších, octla v lesnatém a bažinatém terénu jižně od Stirlingu poblíž řeky Forth, kde došlo k prvním drobným střetům mezi předvoji tvořenými jízdou. Skotům přinesl první den obrovskou morální vzpruhu ještě před tím, než boje začaly, přímo z rukou jejich velkého vůdce.
Robert Bruce se totiž při kontrole rozestavení svých mužů vydal až příliš dopředu do země nikoho, čehož využil anglický rytíř Henry de Bohun, synovec hraběte z Herefordu, aby se pokusil rychlým výpadem ukončit bitvu ještě než začne. Plným tryskem zaútočil na osamoceného Roberta, který jen v kroužkové košili měl být snadným terčem, ovšem přepočítal se. Robert chladnokrevně vyčkal, až bude Henry téměř u něj, načež prudce strhl koně stranou, útoku se těsně vyhnul a, jak ho Henry míjel, sekerou mu rozťal hlavu. Poté se v poklidu vrátil ke svým jásajícím mužům.
Během odpoledne část anglické jízdy podnikla první útok na skotské pěší formace, ale byla hladce odražena.

### Druhý den bitvy

Bitva u Bannockburnu - druhý den

Druhý den napadla anglická těžká jízda, jež se v náročném bažinatém terénu nemohla rozvinout ani řádně rozjet, skotské kopiníky zorganizované do schiltronů. Toto uspořádání se ukázalo být na úzkém prostranství velice efektivní a pro těžkou jízdu prakticky nepřekonatelné. Aby mohla uspět, bylo by nutné narušit sevřené útvary skotské pěchoty střelbou lučištníků, ale ti byli umístěni na naprosto nevhodném místě bez jakékoliv ochrany a skotská lehká jízda (vyčleněná Brucem speciálně pro tento úkol) je zmasakrovala krátce poté, co zasáhli do bitvy (přestože se jí však účastnili pouze několik minut, většina padlých Skotů připadá na jejich účet).

## Výsledek a důsledky

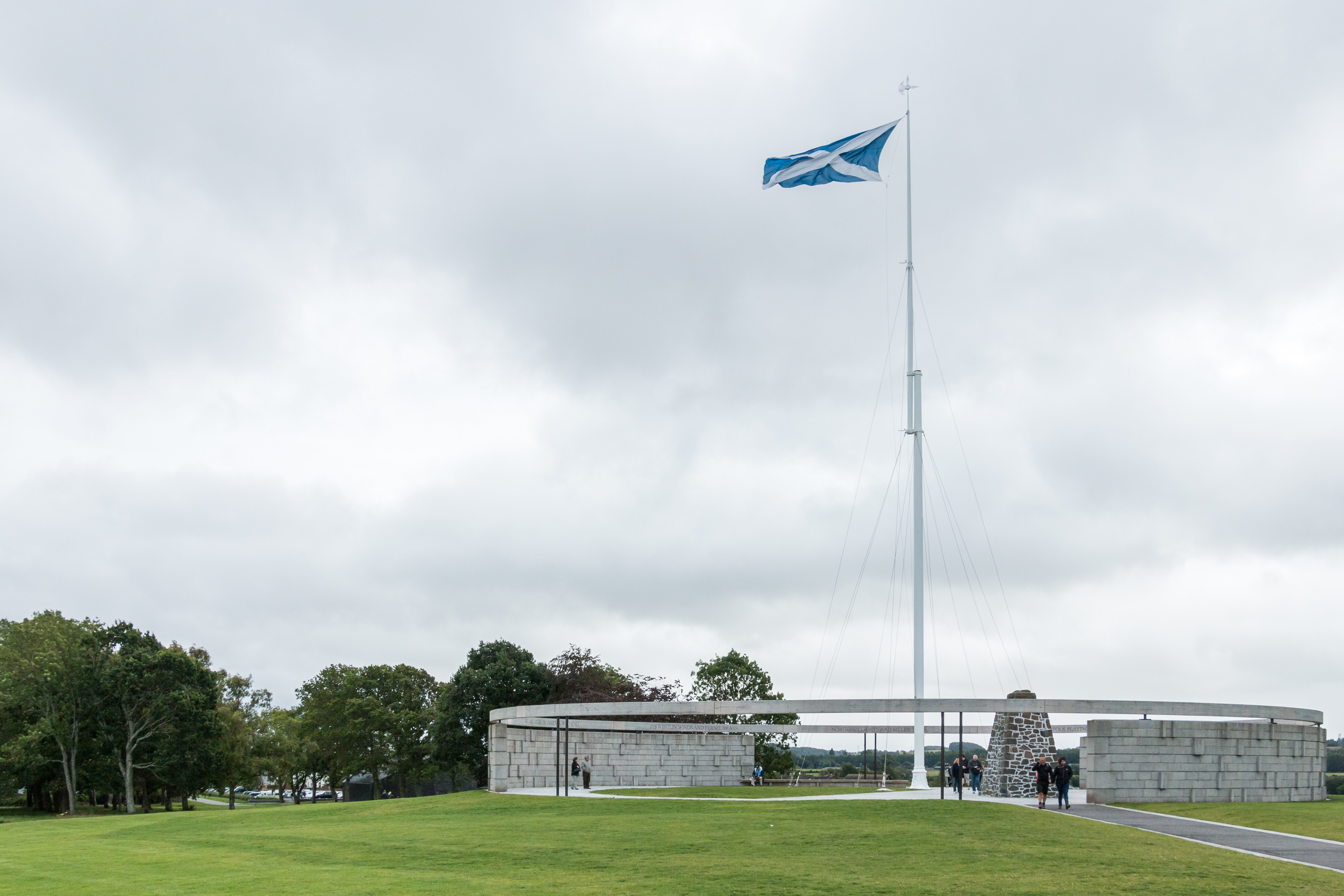
Pomník připomínající bitvu u Bannockburnu

Skotové bojující v sevřených útvarech zvaných schiltrony, ač početně značně slabší, tak dosáhli plného vítězství. Ztráty Angličanů se odhadují na 10 000 mužů, z nichž se značná část utopila v bažinách při útěku z bojiště. Do zajetí padli hrabě z Gloucesteru a z Herefordu, kolem šedesáti baronů a velké množství rytířů. Na straně Skotů údajně padli jen dva rytíři, avšak velké množství prostých bojovníků. Král se nejdříve pokoušel ukrýt v hradu Stirling, ale správce hradu jej upozornil, že jelikož bylo královské vojsko poraženo, bude muset hrad v souladu s dohodou vydat Skotům, a nevpustil jej dovnitř. Král poté uprchl nejprve do Dunbaru a pak se vydal nejkratší cestou zpět do Londýna.
Drtivá porážka, kterou Angličané v bitvě utrpěli, neznamenala jen ztrátu hradu Stirling. Veškeré anglické snahy o ovládnutí Skotska přišly vniveč; Robert Bruce získal pozici, jakou žádný další skotský vůdce nemohl zpochybnit, a stal se plně nezávislým skotským králem. Jako Robert I. Skotský vládl až do roku 1329 a rok před smrtí se dočkal i právního potvrzení nezávislosti své země.